# Drahendorf
Drahendorf ist der kleinste Ortsteil der Gemeinde Rietz-Neuendorf im Landkreis Oder-Spree in Brandenburg. Bis zum 31. Dezember 2001 war Drahendorf eine eigenständige Gemeinde, die vom Amt Glienicke/Rietz-Neuendorf verwaltet wurde.

## Lage
Drahendorf liegt im Norden des Gemeindegebietes von Rietz-Neuendorf, etwa 14 Kilometer Luftlinie nördlich der Kreisstadt Beeskow und ebenso weit südöstlich von Fürstenwalde/Spree. Umliegende Ortschaften sind Kersdorf und Briesen im Nordosten, Neubrück und Raßmannsdorf im Südosten, Sauen im Süden, Pfaffendorf im Südwesten, Kunersdorf im Westen sowie Alt Golm, Langewahl und Streitberg im Nordwesten.
Durch Drahendorf fließt die Spree, nördlich des Ortes mündet der Oder-Spree-Kanal in diese. Drahendorf liegt am Ende einer Gemeindestraße, die den Ort mit der neun Kilometer südlich verlaufenden Bundesstraße 168 verbindet.

## Geschichte
Das in seiner Siedlungsform ursprüngliche Sackgassendorf Drahendorf wurde erstmals im Jahr 1402 mit dem Namen Dreyndorf urkundlich erwähnt. Der Ortsname ist von dem altsorbischen Personennamen „Droga“ abgeleitet, was auf einen ehemaligen Dorfbesitzer oder Ortsgründer hindeutet. 1438 wurde der Ort als Dragendorf erwähnt, im Folgenden entwickelte sich der Ortsname von Draendorff über Dranendorff zu Dragendorff im Jahr 1652, damals noch mit zwei f als Endung.
Drahendorf gehörte historisch zur Herrschaft Beeskow im ehemaligen Bees- und Storkowischen Kreis und war ursprünglich von der Landwirtschaft geprägt. Früher war eine Überquerung der nördlich am Ort vorbeifließenden Drahendorfer Spree nur mit Booten möglich, bevor am Ende der Straße eine Brücke errichtet wurde. Am 30. April 1815 kam die Gemeinde Drahendorf an den Landkreis Lübben im Regierungsbezirk Frankfurt in der Provinz Brandenburg. Am 1. Januar 1836 vereinigten sich die Herrschaften Beeskow und Storkow wieder zum Landkreis Beeskow-Storkow, der zum Regierungsbezirk Potsdam gehörte. 1841 hatten das Dorf und der Gutshof Drahendorf zusammen 81 Einwohner, der Ort war nach Sauen eingepfarrt. Der Gutshof Drahendorf befand sich damals im Besitz der Kammergerichtsrätin von Dziembowski.
Am 1. April 1939 wurde Drahendorf in die Gemeinde Sauen zwangseingemeindet. Nach dem Zweiten Weltkrieg wurde Drahendorf wieder eine eigenständige Gemeinde und lag zunächst in der Sowjetischen Besatzungszone und anschließend in der DDR. Bei der am 25. Juli 1952 in der DDR durchgeführten Kreisreform wurde die Gemeinde Drahendorf dem Kreis Beeskow im Bezirk Frankfurt (Oder) angegliedert. Nach der Wende wurde der Kreis Beeskow in Landkreis Beeskow umbenannt, zur Kreisreform im Dezember 1993 wurde der Landkreis Beeskow mit zwei weiteren Landkreisen zum neuen Landkreis Oder-Spree vereinigt. Drahendorf gehörte dort dem Amt Glienicke/Rietz-Neuendorf an. Die Einwohnerzahl Drahendorfs sank danach vor allem aufgrund der abgelegenen Lage stark ab, zeitweise sank die Einwohnerzahl auf unter 40. Seit Ende der 1990er-Jahre stieg die Einwohnerzahl wieder leicht an. Am 31. Dezember 2001 wurden Drahendorf sowie zehn weitere Gemeinden zu der neuen Gemeinde Rietz-Neuendorf zusammengeschlossen. Am 26. Oktober 2003 wurde das Amt Glienicke/Rietz-Neuendorf aufgelöst, seitdem ist der Ort amtsfrei.

## Bevölkerungsentwicklung
| Jahr | Einwohner | Jahr | Einwohner | Jahr | Einwohner |
| ---- | --------- | ---- | --------- | ---- | --------- |
| 1875 | 116       | 1939 | o.A.      | 1981 | 45        |
| 1890 | 126       | 1946 | 147       | 1985 | 46        |
| 1910 | 114       | 1950 | 121       | 1989 | 36        |
| 1925 | 126       | 1964 | 80        | 1995 | 39        |
| 1933 | 114       | 1971 | 64        | 2000 | 49        |